# Tischkühler

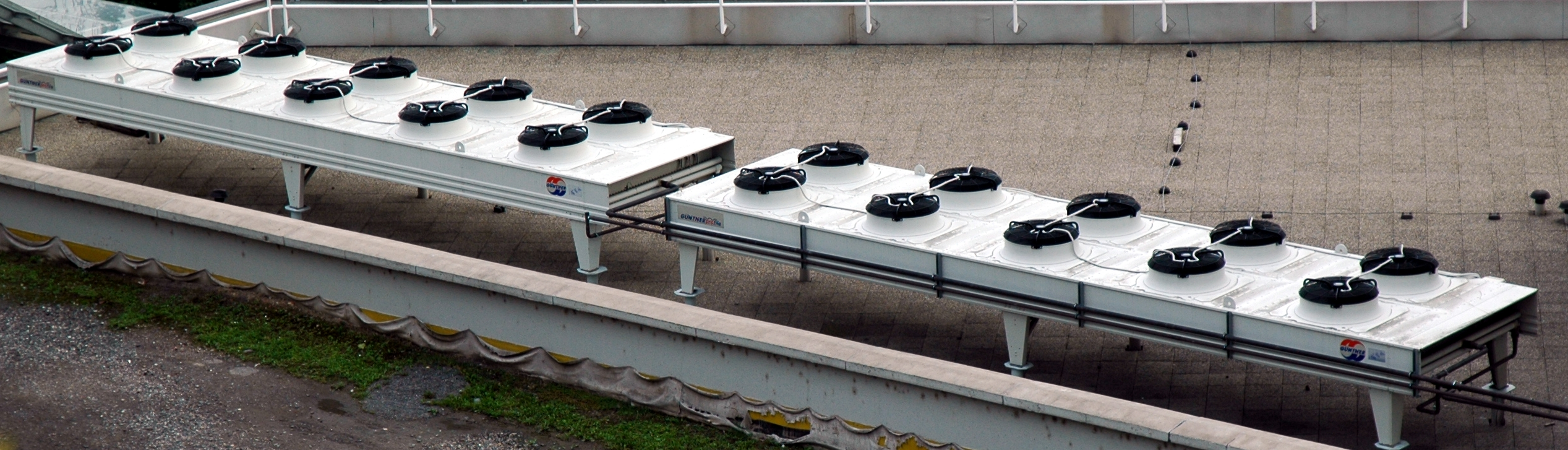
Tischkühler einer Kältemaschine

Tischkühler sind luftdurchströmte horizontal aufgestellte Wärmeübertrager, die dazu dienen, Wärme an die Umgebung abzuführen.
Sie sind zur Außenaufstellung konstruierte Rückkühler und bestehen aus einem metallischen Rahmen, der auf Füßen etwa 50 bis 100 cm über dem Boden aufgestellt wird. Dadurch haben sie die Form eines Tisches und ihr Name rührt daher. An der Oberseite sind Ventilatoren montiert, zumeist zweireihig, die die Luft von unten nach oben durchsaugen. Horizontal sind, zumeist aus Kupferrohren mit Aluminiumlamellen aufgebaute, Wärmeübertrager angeordnet, in denen die zu kühlende Flüssigkeit abgekühlt wird, oder aber das Kältemittel kondensiert wird.
Die tiefste zu erreichende Kühltemperatur liegt etwa bei 10 Kelvin über der Lufttemperatur, zumeist jedoch bei 15 bis 20 Kelvin.
Tischkühler finden Verwendung bei:
- Kältemaschinen als Kühler
- Gasmotoren zur Wärmeabfuhr
- Ölkühler in der Industrie.